# The Verve
The Verve var en engelsk rockgruppe, der blev dannet i Wigan i 1990, ledet af forsanger Richard Ashcroft, guitarist Nick McCabe, basguitarist Simon Jones og trommeslager Peter Salisbury. Guitarist og keyboardspiller Simon Tong blev senere medlem af bandet.
De begyndte med en psykedelisk lyd på deres debut-LP, A Storm in Heaven, fra 1993, og i midten af 1990'erne udgav de adskillige EP'er og tre studiealbums. De oplevede også navneændringer, udskiftning af medlemmer, opbrud, helbredsproblemer, stofmisbrug og forskellige sagsanlæg. Gruppens kommercielle gennembrud kom i 1997 med albummet Urban Hymns, der er et af de bedst-sælgende albums i Storbritannien. Albummet indeholdt hitsinglerne "Bitter Sweet Symphony", "The Drugs Don't Work" og "Lucky Man". I 1998 vandt bandet to Brit Awards; heriblandt kategorien bedste britiske gruppe. Det optrådte på forsiden af musikmagasinet Rolling Stone i marts måned og i februar 1999 blev "Bitter Sweet Symphony" nomineret til bedste rocksang ved Grammy Awards.
Kort efter det kommercielle højdepunkt valgte The Verve at gå i opløsning i april 1999 som følge af interne konflikter. Ifølge musikmagasinet Billboard var "gruppens opstigen kulminationen på en lang, besværlig rejse der begyndte ved starten af årtiet og fortsatte til at omfatte en storopløsning, adskillige sagsanlæg og et omfattende brug af narkotika". I de otte år der gik, mens gruppen var opløst, afskrev Ashcroft enhver tale om en genforening, og udtalte "Det er mere sandsynligt at få alle de fire Beatles på scenen." Bandets oprindelige medlemmer blev alligevel genforenet i juni 2007, hvor de påbegyndte en turne senere dette år, og de udgav albummet Forth i august 2008, som kastede hitsinglen "Love Is Noise" af sig. Midt i den genoplivede spænding gik bandet fra hinanden for tredje gang i 2009.

## Medlemmer

### Officielle medlemmer
- Richard Ashcroft – forsanger og baggrundsvokal, rytmeguitar, keyboard, percussion (1990–1995, 1996–1999, 2007–2009)
- Nick McCabe – lead guitar, klaver, keyboard, harmonika (1990–1995, 1997–1998, 2007–2009)
- Simon Jones – bas, keyboard, lejlighedsvis vokal (1990–1995, 1996–1999, 2007–2009)
- Peter Salisbury – trommer, percussion (1990–1995, 1996–1999, 2007–2009)
- Simon Tong – rytme- og lead guitar, keyboard (1996–1999)

### Live eller sessionsmedlemmer
- Bernard Butler – lead guitar (1996) (sessionsmedlem, blev overvejet som fuldtidsmedlem inden McCabe vendte tilbage for at indspille Urban Hymns)
- B. J. Cole – pedal steel guitar (1998) (Livemedlem i de sidste måneder af 1998 efter McCabe havde forladt gruppen anden gang)

## Diskografi
- A Storm in Heaven (1993)
- A Northern Soul (1995)
- Urban Hymns (1997)
- Forth (2008)

## Priser og nomineringer
Grammy Awards
| År   | Modtager/nomineret arbejde | Pris                                                            | Resultat  |
| ---- | -------------------------- | --------------------------------------------------------------- | --------- |
| 1999 | "Bitter Sweet Symphony"    | Grammy for bedste vokale rock-præstation af en duo eller gruppe | Nomineret |
| 1999 | "Bitter Sweet Symphony"    | Bedste rocksang                                                 | Nomineret |

Ivor Novello Awards
| År   | Modtager/nomineret arbejde | Pris                | Resultat  |
| ---- | -------------------------- | ------------------- | --------- |
| 1998 | Richard Ashcroft           | Årets sangskriver   | Vundet    |
| 1998 | "The Drugs Don't Work"     | Bedste moderne sang | Nomineret |

MTV Europe Music Awards
| År   | Modtager/nomineret arbejde | Pris                   | Resultat  |
| ---- | -------------------------- | ---------------------- | --------- |
| 1997 | The Verve                  | Bedste alternative act | Nomineret |

Mercury Prize
| År   | Modtager/nomineret arbejde | Pris        | Resultat  |
| ---- | -------------------------- | ----------- | --------- |
| 1998 | Urban Hymns                | Årets album | Nomineret |

NME Awards
| År   | Modtager/nomineret arbejde | Pris              | Resultat |
| ---- | -------------------------- | ----------------- | -------- |
| 1998 | Album of the Year          | Bedste Band       | Vundet   |
| 1998 | "Bitter Sweet Symphony"    | Bedste Single     | Vundet   |
| 1998 | "Bitter Sweet Symphony"    | Bedste musikvideo | Vundet   |

Q Awards
| År   | Modtager/nomineret arbejde | Pris            | Resultat  |
| ---- | -------------------------- | --------------- | --------- |
| 2007 | Urban Hymns                | Klassisk Album  | Vundet    |
| 2008 | Album of the Year          | Bedste Live Act | Nomineret |

Brit Awards
| År   | Modtager/nomineret arbejde | Pris                     | Resultat  |
| ---- | -------------------------- | ------------------------ | --------- |
| 1998 | Urban Hymns                | Bedste britiske album    | Vundet    |
| 1998 | "Bitter Sweet Symphony"    | Bedste britiske single   | Nomineret |
| 1998 | "Bitter Sweet Symphony"    | Bedste britiske video    | Nomineret |
| 1998 | Album of the Year          | Bedste britiske gruppe   | Vundet    |
| 1998 | Album of the Year          | Bedste britiske producer | Vundet    |
| 2009 | Album of the Year          | Bedste britiske live act | Nomineret |

Rockbjörnen (Sverige)
| År   | Modtager/nomineret arbejde | Pris                      | Resultat |
| ---- | -------------------------- | ------------------------- | -------- |
| 1997 | Album of the Year          | Bedste udenlandske gruppe | Vundet   |
| 1997 | Urban Hymns                | Bedste udenlandske album  | Vundet   |